# Jesse Ed Davis
Jesse Edwin Davis (Norman, Oklahoma, 21 de septiembre de 1944 21- Los Ángeles, California, 22 de junio de 1988) fue un guitarrista estadounidense, conocido por su trabajo como músico de sesión para artistas como Taj Mahal, Milara Love, Jackson Browne, The Monkees, Neil Diamond, John Lennon, George Harrison, John Lee Hooker, Eric Clapton, Rod Stewart y Harry Nilsson, entre otros.

## Biografía
Davis nació en Norman (Oklahoma) y comenzó su carrera musical en la ciudad de Oklahoma. Su padre, Jesse Ed Davis, II, era semínola y muscogui, mientras que su madre era kiowa. Se graduó en la Northeast High School en 1962. Al comienzo de su carrera musical estuvo acompañado de músicos como John Ware (batería de Emmylou Harris), John Selk (posterior bajista de Donovan), Jerry Fisher (posterior vocalista de Blood, Sweat & Tears), Mike Boyle, Chris Frederickson y Bill Maxwell. A mediados de la década de 1960, Davis abandonó la Universidad de Oklahoma y salió de gira con Conway Twitty.
Al poco tiempo, se trasladó a California, donde a través de su amistad con Levon Helm, batería de The Band, conoció a Leon Russell. Con Russell se convirtió en músico de sesión antes de unirse a Taj Mahal y tocar el piano y la guitarra eléctrica en sus tres primeros álbumes. Davis también tocó la guitarra slide, la rítmica y la principal durante sus tres años con Mahal, y apareció como invitado en The Rolling Stones Rock and Roll Circus.
Después del álbum Giant Step, publicado en 1969, trabajó de nuevo como músico de sesión para David Cassidy, Albert King y Willie Nelson. Un año después, produjo el primer y único álbum de Roger Tillison para Atco Records, una división de Atlantic. Poco después, firmó un contrato con Atco Records y grabó su primer álbum en solitario. El resultado, Jesse Davis (1971), incluyó la colaboración de Gram Parson, Leon Russell y Eric Clapton, entre otros. Después de tocar con Russell en el sencillo de Bob Dylan «Watching the River Flow», Davis trabajó con George Harrison en el Concert for Bangladesh, junto a Ringo Starr, Billy Preston, Jim Keltner, Clapton y otros artistas inviados.
En 1971, produjo el segundo disco de Gene Clark, White Light, y grabó otros dos álbumes en solitario: Ululu (1972) y Keep Me Coming (1973). Tras grabar su álbum, trabajó con John Lennon en la grabación de Rock 'n' Roll y de Walls and Bridges. También tocó la guitarra en el álbum de Gene Clark No Other en 1974. Al igual que con Lennon, Davis apareció en trabajos de varios beatles en solitario como Extra Texture (1975) de Harrison y Goodnight Vienna (1974) y Ringo's Rotogravure (1976) de Starr.
El trabajo de Davis como músico de sesión continuó a lo largo de la década, tocando con Faces como segundo guitarrista en su gira estadounidense entre el verano y el otoño de 1975. También tocó con artistas como Eric Clapton, Rod Stewart, Leonard Cohen, Keith Moon, Jackson Browne, Steve Miller, Harry Nilsson, Ry Cooder, Neil Diamond, Rick Danko y Van Dyke Parks.
En la década de 1980, sufrió problemas con las drogas y el alcohol que le obligaron a entrar en varias clínicas de rehabilitación. El 22 de junio de 1988, Davis falleció repentinamente en una lavandería de Venice (California) con 43 años de edad. En 2002, fue introducido póstumamente en el Salón de la Fama del Jazz de Oklahoma.

## Discografía
- Jesse Davis (Atco, 1971)
- Ululu (Atco, 1972)
- Keep Me Comin (Columbia, 1973)